# Pühajärve kommun
Pühajärve kommun (estniska: Pühajärve vald) var en tidigare kommun i landskapet Valgamaa i sydöstra Estland. Kommunens centralort var staden Otepää även om själva staden inte ingick i kommunen.
Den 22 oktober 1999 uppgick kommunen i Otepää kommun.

## Orter
I Pühajärve kommun fanns 21 byar.

### Byar
- Arula
- Ilmjärve
- Kassiratta
- Kastolatsi
- Kaurutootsi
- Koigu
- Kääriku
- Mägestiku
- Mäha
- Märdi
- Nüpli
- Otepää
- Pedajamäe
- Pilkuse
- Pühajärve
- Raudsepa
- Sihva
- Truuta
- Tõutsi
- Vana-Otepää
- Vidrike